# Gymnasium der Diözese Eisenstadt Wolfgarten
Das Gymnasium der Diözese Eisenstadt Wolfgarten ist eine katholische Privatschule der Diözese Eisenstadt und befindet sich am Nordrand der Stadtgemeinde Eisenstadt im Burgenland.

## Geschichte
Das Gebäude wurde nach den Plänen des Architekten Ladislaus Hruska errichtet, die Grundsteinlegung erfolgte am 3. Oktober 1959. Beim Areal, auf dem das Schulgebäude zu stehen kam, handelte es sich um den einstigen Obst- und Gemüsegarten der jüdischen Familie Wolf – daher der bis heute beibehaltene Name Wolfgarten. Am 11. September 1960 wurde das Gebäude in Anwesenheit von Diözesanbischof Stefan László geweiht und von der Katholischen Lehrerbildungsanstalt (LBA) bezogen, die zuvor im Haus der Begegnung Eisenstadt untergebracht war. Die Katholische Lehrerbildungsanstalt schloss mit Matura ab. Es handelte sich um eine Privatschule mit Öffentlichkeitsrecht. In der LBA im Wolfgarten wurden nur Burschen unterrichtet, denn die Mädchen waren in der Lehrerbildungsanstalt Theresianum Eisenstadt untergebracht. Über die üblichen Gymnasialfächer hinaus wurde in der LBA großer Wert auf die Pflege der musikalischen und künstlerischen Komponente gelegt. Im beigeordneten Internat herrschte eine strenge Heimordnung mit Gottesdiensten, fixen Studierzeiten und allabendlicher Nachtruhe um 21 Uhr. 1963 erfolgte, bedingt durch die gesetzliche Auflösung der Lehrerbildungsanstalten, die Weiterführung als fünfjähriges Musisch-pädagogisches Realgymnasium (vulgo MUPÄD) und die Projektierung einer Pädagogischen Akademie. Die auslaufende Katholische Lehrerbildungsanstalt wurde 1967 eingestellt, in diesem Jahr maturierte der letzte Jahrgang an dieser Bildungsstätte, im Folgenden wurde die Lehrerausbildung in der Pädagogischen Akademie (PÄDAK) fortgeführt.

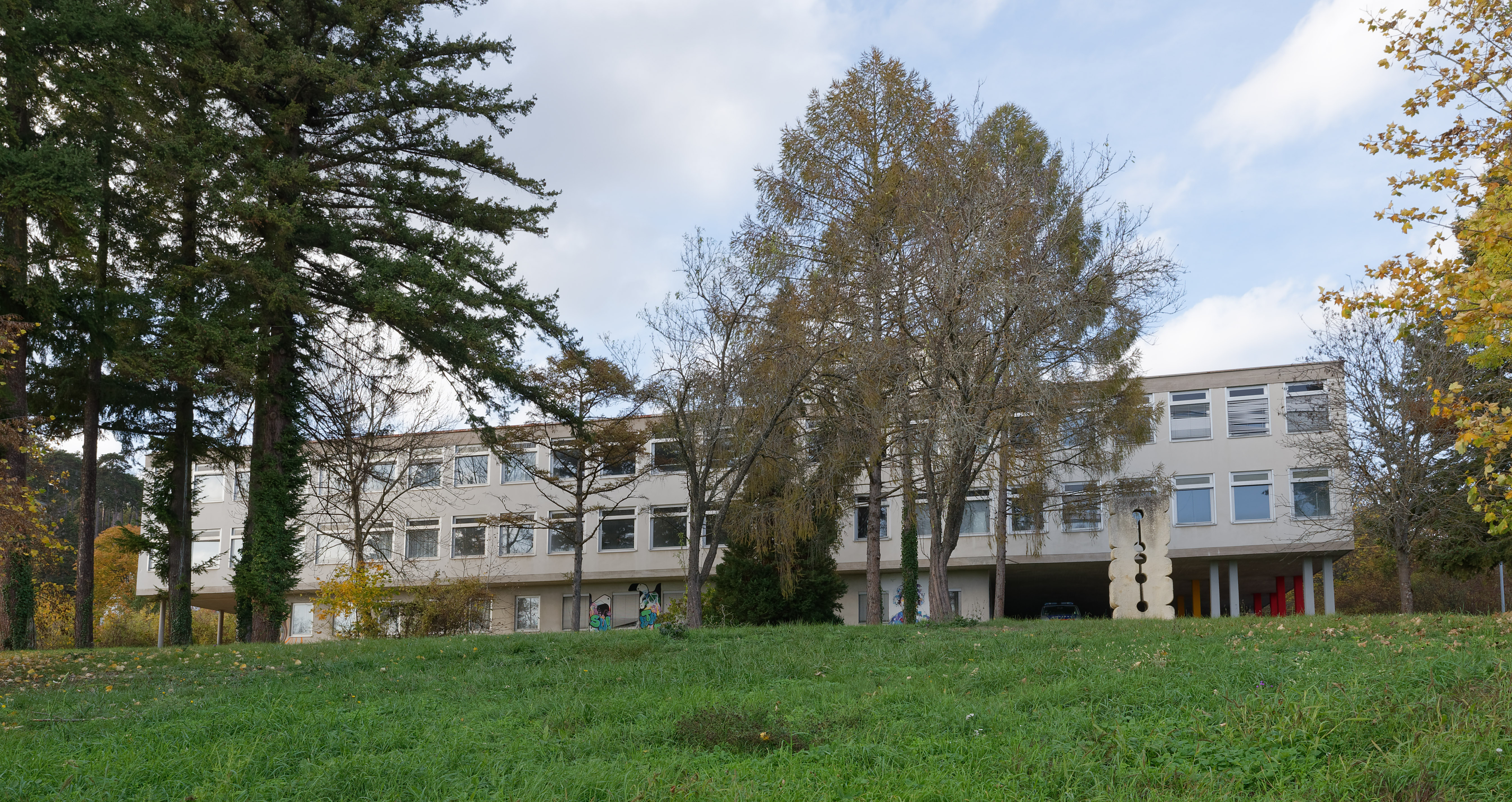
Ab dem Schuljahr 1968/69 war die Schule im Gebäude der neuen Pädagogischen Akademie (PÄDAK) untergebracht (das Gebäude im Wolfgarten fungierte sodann als Katholisches Schülerheim).

Ab dem Schuljahr 1968/69 war das Musisch-pädagogische Realgymnasium im benachbarten Gebäude der neuen Pädagogischen Akademie, die dort zu diesem Zeitpunkt ebenfalls mit ihrem Studienbetrieb begann, untergebracht. In diesem – 1966 bis 1968 nach Plänen des Architekten Josef Patzelt errichteten – großzügig dimensionierten Gebäude war nun auch ein moderner Turnsaal vorhanden, wohingegen es zuvor im alten Gebäude im Wolfgarten nur eine „Turnkammer“ gegeben hatte. Das ehemaltige Schulgebäude im Wolfgarten wurde fortan als Katholisches Schülerheim betrieben, wobei es dort ein Vollinternat und ein Halbinternat gab. Die Schüler waren forciert, in einer dieser beiden Formen auch das Internat zu besuchen. War das Musisch-pädagogische Realgymnasium bis zum Schuljahr 1970/71 fünfjährig geführt worden, so wurde es ab dem folgenden Schuljahr vierjährig fortgeführt.
Ab 1976 hatte die im Gebäude der Pädagogischen Akademie untergebrachte Schule die Bezeichnung Oberstufenrealgymnasium der Diözese Eisenstadt (ORG), das ebenfalls vierjährig bis zur Matura geführt wurde. Während bis dahin in der unter verschiedenen Bezeichnungen von der Diözese Eisenstadt betriebenen AHS-Form nur Burschen unterrichtet worden waren, wurde die Bildungseinrichtung ab dem Schuljahr 1982/83 im Sinne der Koedukation auch für Mädchen geöffnet.
1985 wurde im bisherigen Internatgebäude im Wolfgarten mit dem achtjährigen Gymnasium in koedukativer Langform begonnen. Das vormalige Heimgebäude war zuvor umfassend umgestaltet worden. Das Oberstufenrealgymnasium wurde übergangsweise bis 1992 weitergeführt. Der Turnsaal wird von den Schülern und Lehrern des Gymnasiums im ansonsten seit 2008 ungenutzten Gebäude der ehemaligen Pädagogischen Akademie (die nun an einem anderen Eisenstädter Standort als Private Pädagogische Hochschule Burgenland firmiert) frequentiert.

## Besonderheiten des Schulgebäudes im Wolfgarten
Der Maler Giselbert Hoke schuf sechs Wandgemälde in den Foyers vom Erdgeschoß bis zum zweiten Obergeschoß. Die Gemälde stehen unter Denkmalschutz (Listeneintrag). Hoke erhielt den Auftrag für die Wandgemälde durch die Unterstützung des Malers Josef Dobrowsky innerhalb einer von der Apostolischen Administratur Burgenland einberufenen Jury, der unter anderem der bedeutende Kunsthistoriker Otto Benesch und der kunstverständige Priester Monsignore Otto Mauer angehörten. Dobrowsky konnte seinen Favoriten erst nach intensiver Kontroverse mit Otto Mauer durchsetzen. Die sechs Wandgemälde sind auf jeweils zwei im rechten Winkel zusammenlaufende Wände des Foyers aufgeteilt und umgeben damit einen zentralen, allgemeinen Aufenthaltsbereich. Die Bildfelder erstrecken sich über die gesamte Raumhöhe von 2,9 Meter und weisen eine Breite zwischen etwa 4 bis 5,5 Meter auf. Das ikonographische Konzept des unter dem Einfluss der klassischen Moderne stehenden Künstlers Hoke (eine konkrete inhaltliche Vorgabe seitens des Auftraggebers gab es nicht) geht von traditionellen biblischen Inhalten und Motiven des Neuen Testaments aus. Die Restaurierung der Wandgemälde wurde gegen Ende der 2000er-Jahre von Hokes Tochter vorgenommen.
Für die Nutzung des vormaligen Internatgebäudes im Wolfgarten als Gymnasium ab 1985 wurden teilweise Zwischenwände entfernt und ein zweites Stiegenhaus angebaut. 2013 erfolgte eine umfassende Generalsanierung.

## Wechselnde Schulbezeichnungen und Unterbringung im Überblick
| von bis   | Bezeichnung                                                | Unterbringung der Schule                       |
| --------- | ---------------------------------------------------------- | ---------------------------------------------- |
| 1960–1967 | Katholische Lehrerbildungsanstalt                          | Schulgebäude Wolfgarten                        |
| 1963–1976 | Musisch-pädagogisches Realgymnasium der Diözese Eisenstadt | Schulgebäude Wolfgarten ab 1968: PÄDAK-Gebäude |
| 1976–1992 | Oberstufenrealgymnasium der Diözese Eisenstadt             | PÄDAK-Gebäude                                  |
| seit 1985 | Gymnasium der Diözese Eisenstadt Wolfgarten                | Schulgebäude Wolfgarten                        |

## Schulpartnerschaft
- Seit 1996 mit dem katholischen Privatgymnasium Apor Vilmos Iskolaközpont in Győr

## Leitung
- 1960–1967: Eduard Foltin[21]
- 1967–1968: Anton Wellansich[21]
- 1968–1974: Johann Haider[1][21]
- 1974–2000: Gerald Tarnai[22][23]
- 2000–2020: Josef Mayer[24]
- seit 2020: Andrea Berger-Gruber[25]

## Bekannte Absolventen
| Name                    | Maturajahr | zur Person                                                         |
| ----------------------- | ---------- | ------------------------------------------------------------------ |
| Michael Buchinger       | 2011       | Autor und Kabarettist                                              |
| Dominik Horvath         | 2022       | Schachgroßmeister                                                  |
| Karl Kaplan             | 1963       | Politiker                                                          |
| Paul Kiss               | 1966       | Politiker                                                          |
| Konrad Nikolaus Kleiner | 1971       | Sportwissenschafter                                                |
| Oswald Klikovits        |            | Politiker                                                          |
| Ulrike Maria Koller     | 2003       | Psychologin, Liedermacherin und Sängerin (bekannt als Die Mayerin) |
| Andreas Liegenfeld      | 1984       | Winzer und Politiker                                               |
| Lukas Pallitsch         | 2003       | ehemaliger Mittelstreckenläufer und Lehrer am Gymnasium Wolfgarten |
| Christian Sagartz       | 1999       | Politiker                                                          |
| Gerhard Steier          | 1975       | Politiker                                                          |
| Erich Stekovics         | 1984       | Bio-Bauer (bekannt als Kaiser der Paradeiser)                      |
| Peter Vadasz            | 1963       | Politiker                                                          |
| Johann Werfring         | 1980       | Historiker und Autor                                               |
| Christoph Wolf          | 2004       | Steuerberater und Politiker                                        |